# Торрелодонес
Торрелодонес (ісп. Torrelodones) — муніципалітет в Іспанії, у складі автономної спільноти Мадрид. Населення — 22 117 осіб (2010).
Муніципалітет розташований на відстані близько 26 км на північний захід від Мадрида.
На території муніципалітету розташовані такі населені пункти: (дані про населення за 2010 рік)
- Ла-Берсосілья: 533 особи
- Канто-дель-Піко: 0 осіб
- Ла-Естасьйон: 5413 осіб
- Ель-Гаско: 328 осіб
- Лос-Пеньяскалес: 4325 осіб
- Лос-Роблес: 1259 осіб
- Торрелодонес: 8553 особи
- Лос-Бомберос: 1706 осіб

## Демографія
Динаміка населення (INE ):

## Галерея зображень

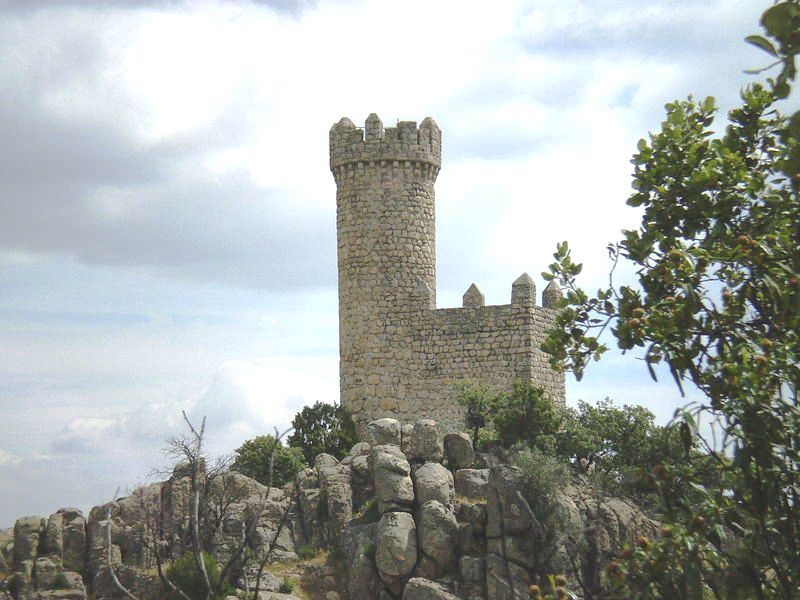
Сторожова вежа у Торрелодонесі
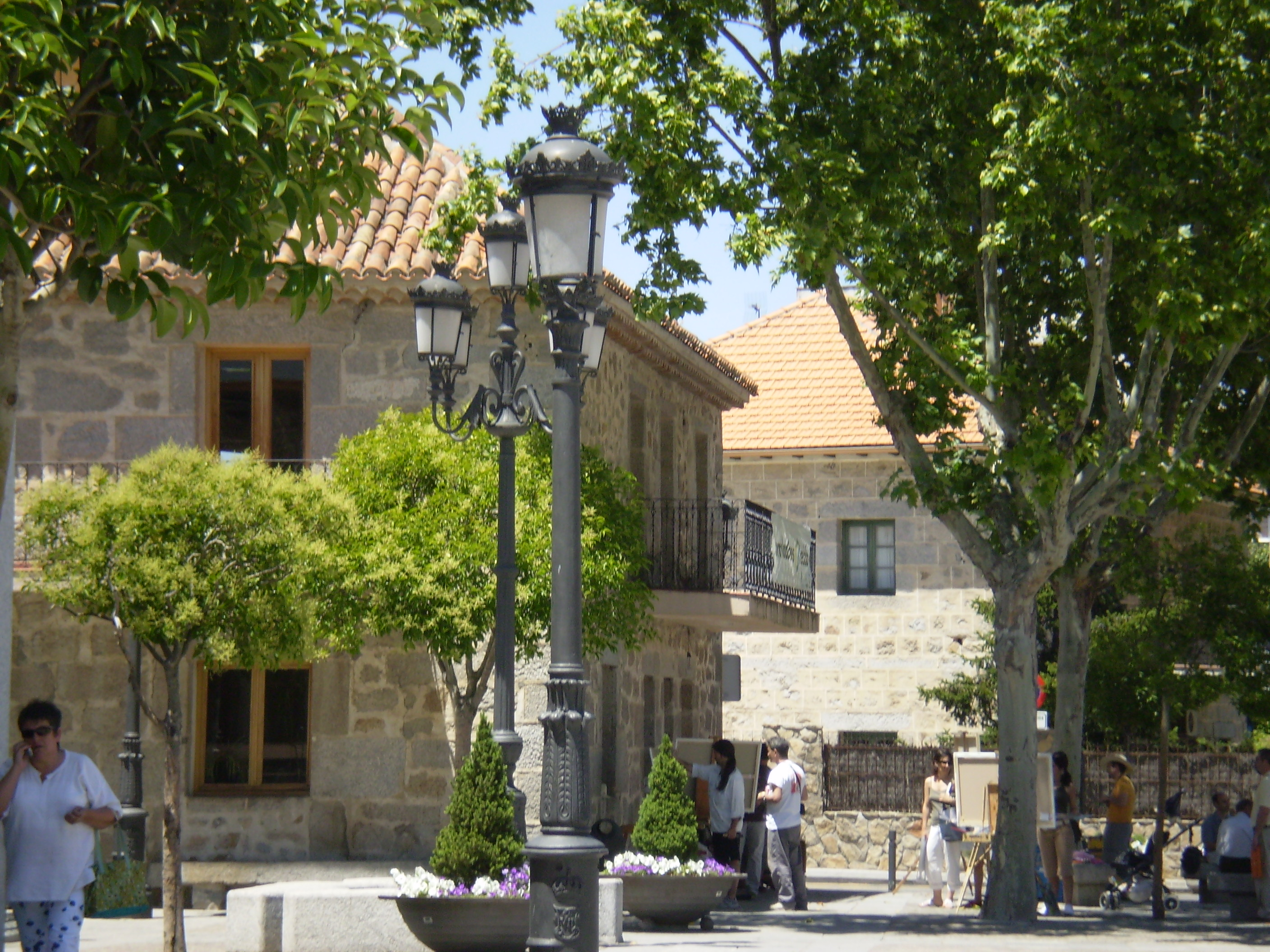
Торрелодонес, центральна частина
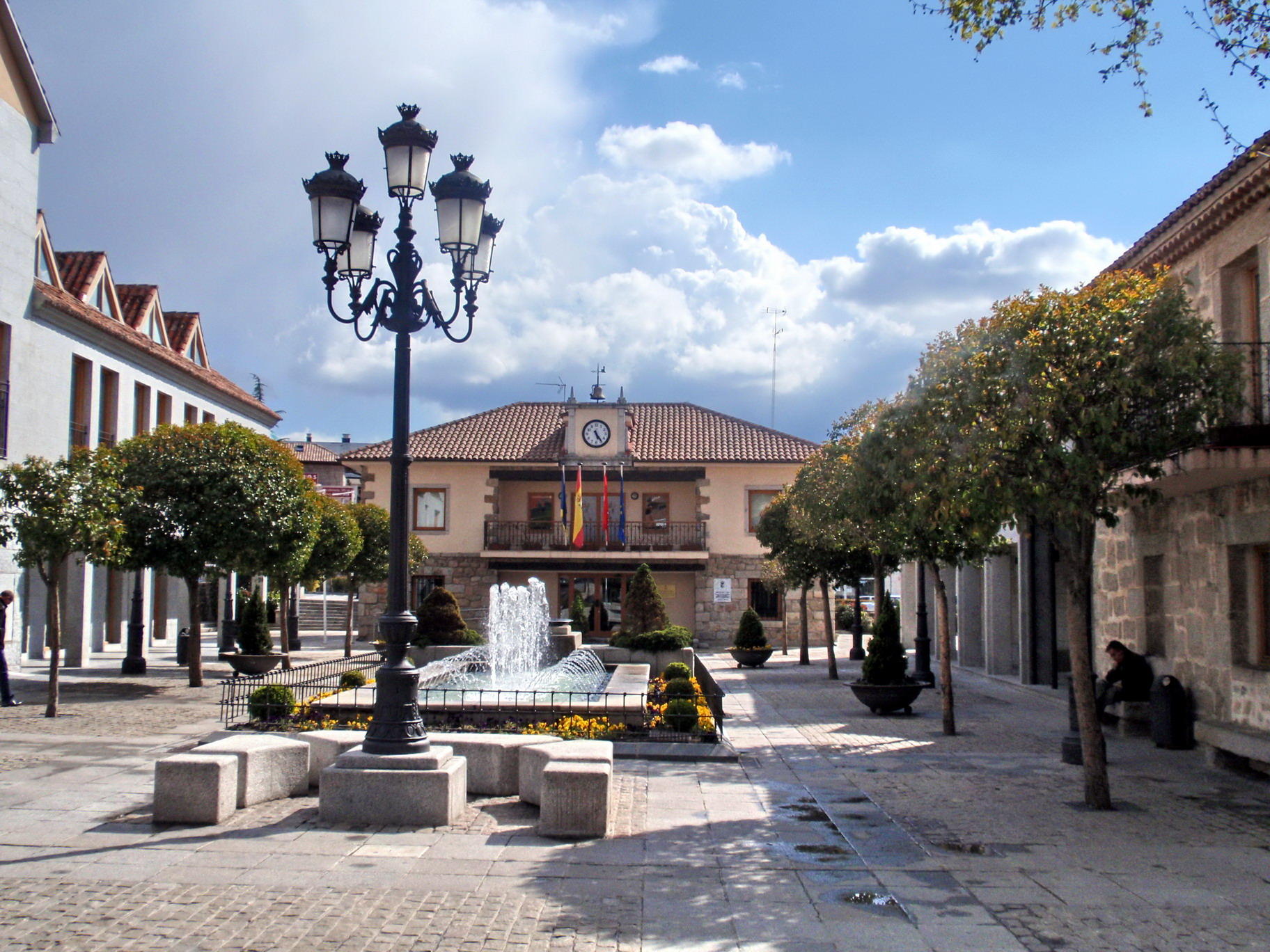
Пласа-де-ла-Констітусьйон, на задньому плані - ратуша
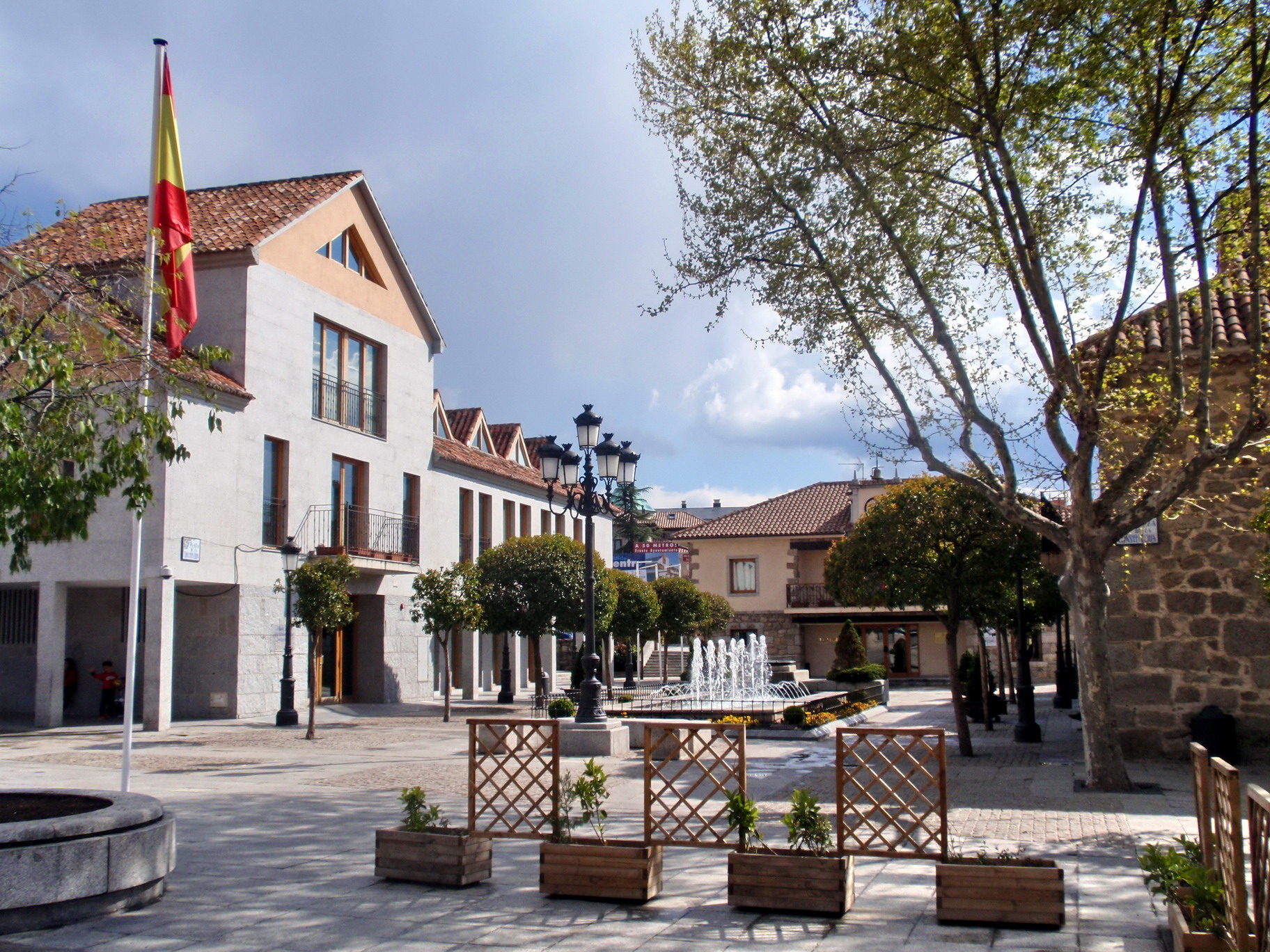
Площа Конституції
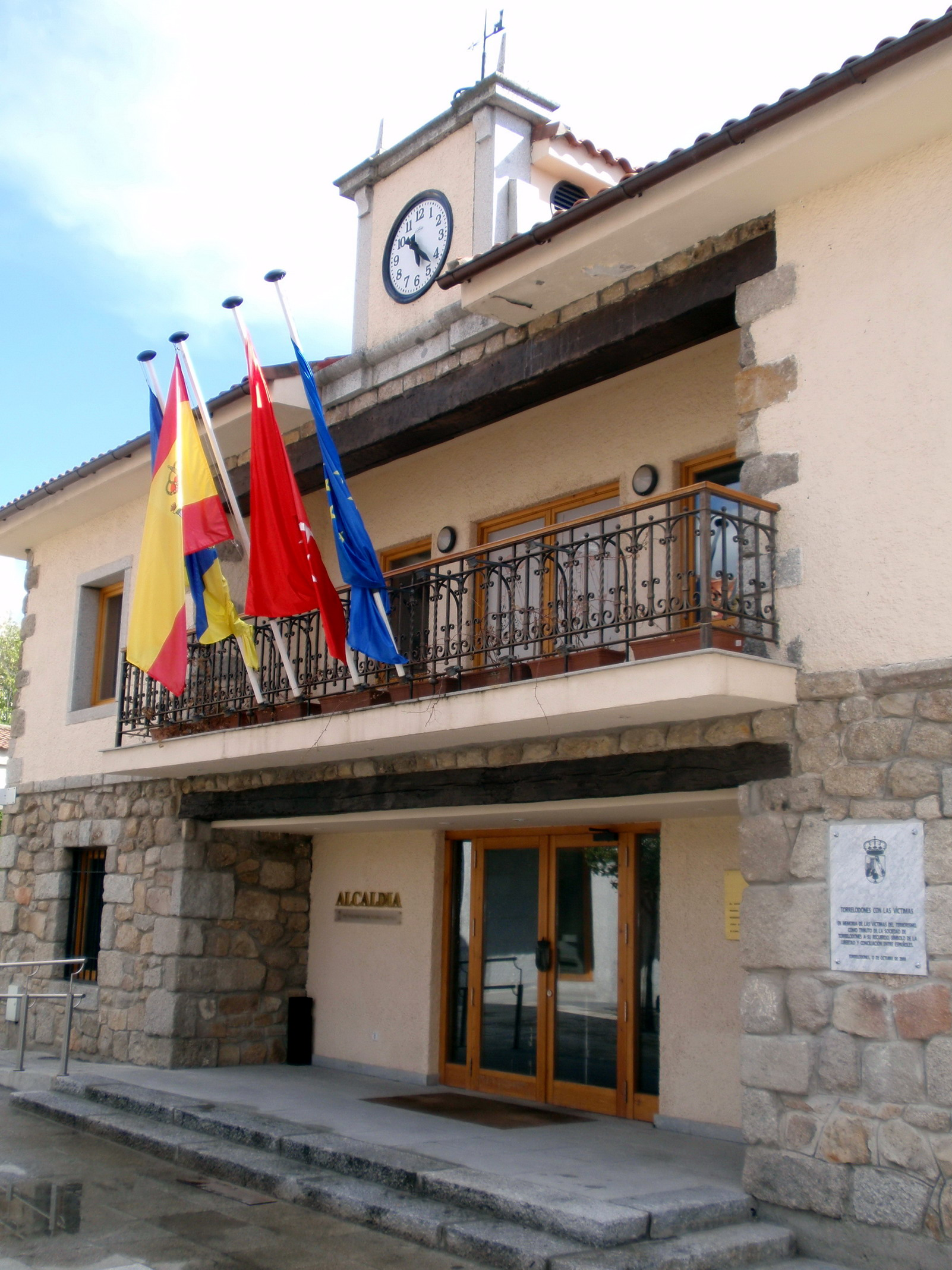
Ратуша